# Ota (Córcega del Sur)
Ota es una comuna francesa del departamento de Córcega del Sur, en la colectividad territorial de Córcega.

## Demografía
| 364 | 444 | 367 | 408 | 460 | 452 | 544 | 580 | 552 |
| Para los censos de 1962 a 1999 la población legal corresponde a la población sin duplicidades (Fuente: INSEE [Consultar]) |     |     |     |     |     |     |     |     |

## Monumentos
- La iglesia de Ota data del siglo XVII. Fue renovada en 2005.